# Yves Corminboeuf
Pour les articles homonymes, voir Corminboeuf (homonymie).
Pour les articles homonymes, voir Corminboeuf.
Yves Corminboeuf, né le 10 avril 1985 à Ménières, est un coureur cycliste suisse, spécialiste du cyclo-cross, membre de l'équipe Scott-Sram-Pro Cycles depuis 2006 et BMC depuis 2010. Il met fin à sa carrière sportive professionnelle en janvier 2013. Il se consacre depuis à son autre passion, l'architecture d'interieur et la décoration, tout en continuant le vélo pour le plaisir.

## Palmarès en cyclo-cross
- 2004-2005
  -  Champion de Suisse de cyclo-cross espoirs
- 2005-2006
  -  Champion de Suisse de cyclo-cross espoirs
- 2006-2007
  -  Champion de Suisse de cyclo-cross espoirs